# 牛排飯

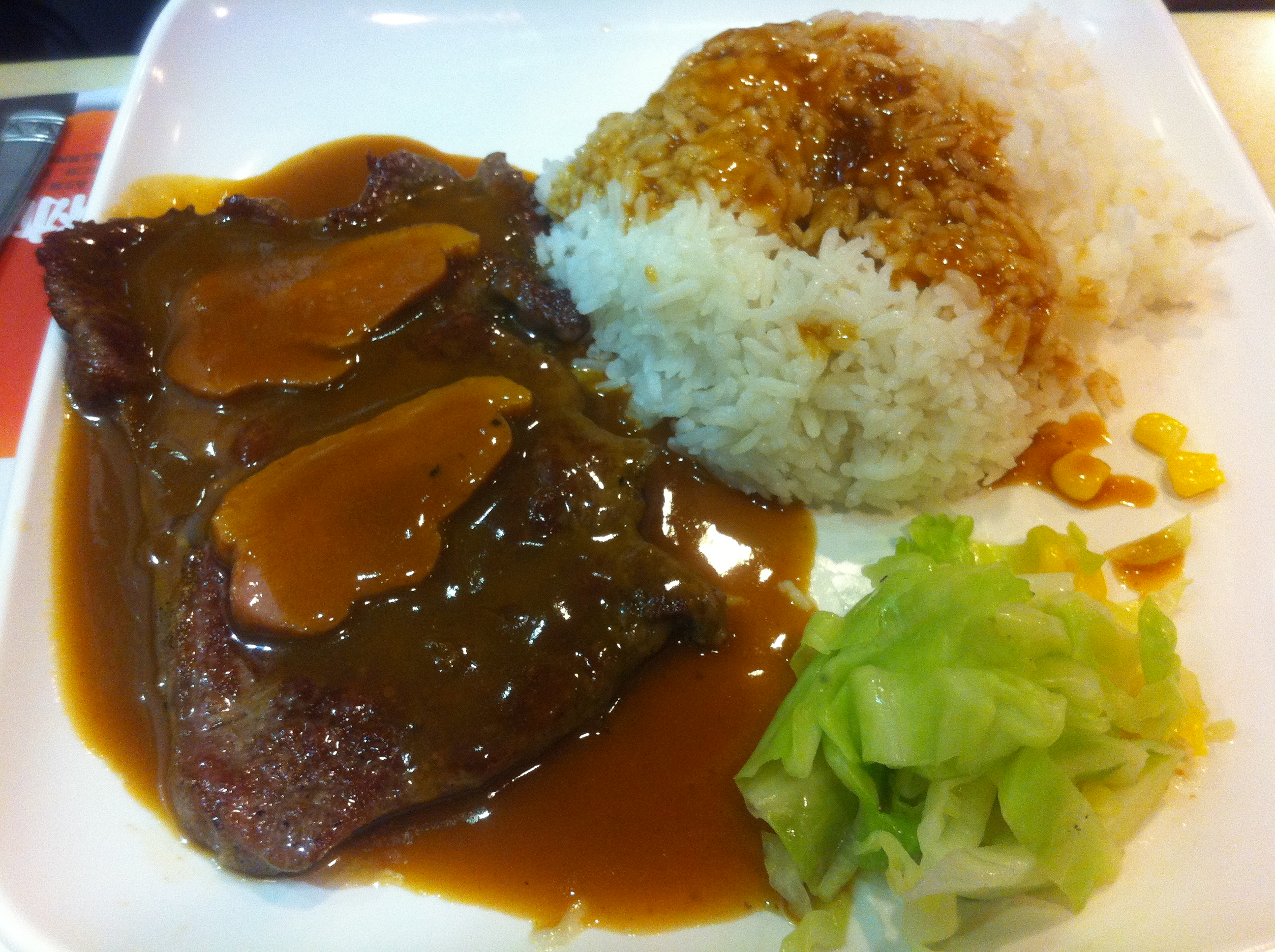
香港餐館的蘑菇汁牛排飯

牛排飯是一種食品，是以牛排作為主菜搭配其他配菜的一種飯類料理。
在台灣，牛排飯常見於中午、晚間簡餐或便當中的一個品項，作為主菜的牛排以煎、烤為主。
有些西餐廳也會提供牛排飯，但大多佐以蘑菇醬、黑胡椒、迷迭香等特殊調味。